# Rudi Carrell
Rudi Carrell, nacido Rudolf Wijbrand Kesselaar (Alkmaar, Países Bajos, 19 de diciembre de 1934 — Bremen, Alemania, 7 de julio de 2006) fue un artista holandés. Trabajó en Alemania y junto a otros artistas como Johannes Heesters y Sylvie van der Vaart, Carrell fue uno de los holandeses de mayor éxito en Alemania.
Trabajó en la televisión actuando y presentado su propio espectáculo. El Rudi Carrell Show comenzó emitiéndose en los Países Bajos, y luego en Alemania durante muchos años. Carrell también fue cantante con bastantes éxitos, y actuó en muchas películas.

## Festival de Eurovisión
Representó a los Países Bajos en el Festival de la Canción de Eurovisión 1960 con la canción "Wat een geluk" (Qué suerte). Acabó en la 12.ª posición de 13 y con solo 2 puntos. Carrell fue también el comentarista para la radio holandesa del Festival de la Canción de Eurovisión 1987.

## Rudi Carrell Show
El "Rudi Carrell Show" tuvo un éxito extraordinario en Alemania desde 1966 hasta los años 90. El programa incluía un apartado dedicado a la búsqueda de talentos y dio a conocer a artistas pop de Alemania de la talla de Alexis o Mark Keller. También interpretaba números h It also featured comedy sketches.
Su programas fue popular incluso en países europeos de habla no alemana tales como Eslovenia. El "Ruddi Carrell Show" fue visitado por la niña prodigio española, Marisol, en el año 1963, cantando su exitosa canción estando contigo.
Entre diferentes temporadas del "Rudi Carrell Show", presentó otros programas como "Am laufenden Band", "Rudis Tagesshow", "Herzblatt", "Die verflixte Sieben" y "De 1-2-3 Show" (las versiones alemana y neerlandesa respectivamente de "Un, dos, tres... responda otra vez"), and "7 Tage, 7 Köpfe".

## Humor polémico
En 1987, su humor causó un conflicto diplomático entre Alemania e Irán con un sketch en el que una mujer con velo lanzaba su ropa interior a alguien vestido como el líder iraní Ayatolá Jomeini. El gobierno iraní respondió expulsando a dos diplomáticos alemanes y cerrando el  Instituto Goethe en Teherán.
Otro contravertido sketch usó un montaje para mostrar al entonces canciller de Alemania Helmut Kohl y otros prominentes políticos alemanes en compañía de prostitutas.
En 2002, también provocó polémica al decir que el alcalde de Berlín Klaus Wowereit no podría visitar las mezquitas por ser homosexual.

## Fallecimiento
En una entrevista en noviembre de 2005 el presentador confirmó a la revista Bunte, que sufría cáncer de pulmón. Moría el 7 de julio de 2006 a los 71 años.